# Benny Izaguirre
Benny Izaguirre (Buenos Aires, Argentina; 23 de marzo de 1950) es un músico, compositor y trompetista argentino de extensa carrera en el medio musical.

## Carrera
Fue un auténtico niño prodigio, dado que comenzó a tocar a los seis años y se destacó muy pronto por sus grandes condiciones. A los doce años recorrió el país con la orquesta del famoso y  excéntrico cultivador de ritmos tropicales Xavier Cugat e integró la orquesta de Bubby Lavecchia. En 1964 grabó como solista un LP con temas de Chico Novarro. Continuó luego actuando en agrupaciones de Jazz. En 1979 formó parte de La Banda, con Jorge Navarro, Bernardo Baraj, Rubén Rada, Ricardo Sanz y Luis Cerávolo.
En 1980 trabajó como músico invitado para un disco del grupo de rock argentino Serú Girán. En 1982 trabajó en el primer lanzamiento discográfico de Horacio Fontova.
También es un verdadero intérprete de piano, el ‘flugel’ (fliscorno) y el bongó. Fue un gran admirador de Harry James y de Maynar Ferguson.
Hizo actuaciones en países como Francia, Italia, Suiza, Austria, Alemania y Yugoslavia.
En 1987 sufrió un ataque al corazón mientras daba un espectáculo en el Teatro Coliseo, por lo que abandonó definitivamente su carrera como músico. En 1980 junto a Federico Gastaldi fueron los responsables de Alea Producciones.
Su hija es la también música Denise Izaguirre.

## Discografía
1. Benny Izaguirre con Chico Novarro (1964):

- El reencuentro
- Tristinho
- Dulce de trompetas
- Cumbia de la primavera
- Traviesa
- Salida del colegio
- Tiempo para amar
- Mambo galante
- Soñador
- Balada del adiós
- Detrás del viento
- Saltando sobre el agua

1. La Banda (1979):

- Rock de la calle
- Muy lejos te vas
- Candombe llamada
- Música es mi amor
- Malísimo
- Mamá reloj
- Montevideo
- Es una Constelación

1. Bicicleta (1980)- Serú Girán.

- Encuentro con el diablo.

1. Fontova Trío (1982)- Horacio Fontova.